# Ripartites
Ripartites P. Karst. (kosmatek) – rodzaj grzybów należący do rzędu pieczarkowców (Agaricales).

## Systematyka i nazewnictwo
Pozycja w klasyfikacji według Index Fungorum: Incertae sedis, Agaricales, Agaricomycetidae, Agaricomycetes, Agaricomycotina, Basidiomycota, Fungi.
Takson utworzył Petter Adolf Karsten w 1879 r. Polską nazwę nadał Władysław Wojewoda w 2003 r.
Gatunki występujące w Polsce:
- Ripartites serotinus Einhell. 1973[3]
- Ripartites tricholoma (Alb. & Schwein.) P. Karst. 1879 – kosmatek strzępiastobrzegi

Nazwy naukowe na podstawie Index Fungorum. Wykaz gatunków i nazwy polskie według Władysława Wojewody i innyvh.